# St. Petersburg Open 2006
Il St. Petersburg Open 2006 è stato un torneo di tennis giocato sul sintetico indoor.
È stata la 12ª edizione del St. Petersburg Open, che fa parte della categoria International Series nell'ambito dell'ATP Tour 2006. Il torneo si è giocato al Petersburg Sports and Concert Complex di San Pietroburgo in Russia, dal 23 al 29 ottobre 2006.

## Campioni

### Singolare
Mario Ančić ha battuto in finale  Thomas Johansson con il punteggio di 7–5, 7–6(2)

### Doppio
Simon Aspelin /  Todd Perry hanno battuto in finale  Julian Knowle /  Jürgen Melzer con il punteggio di 6–1, 7–6(3)